# Pierre Dieulefils

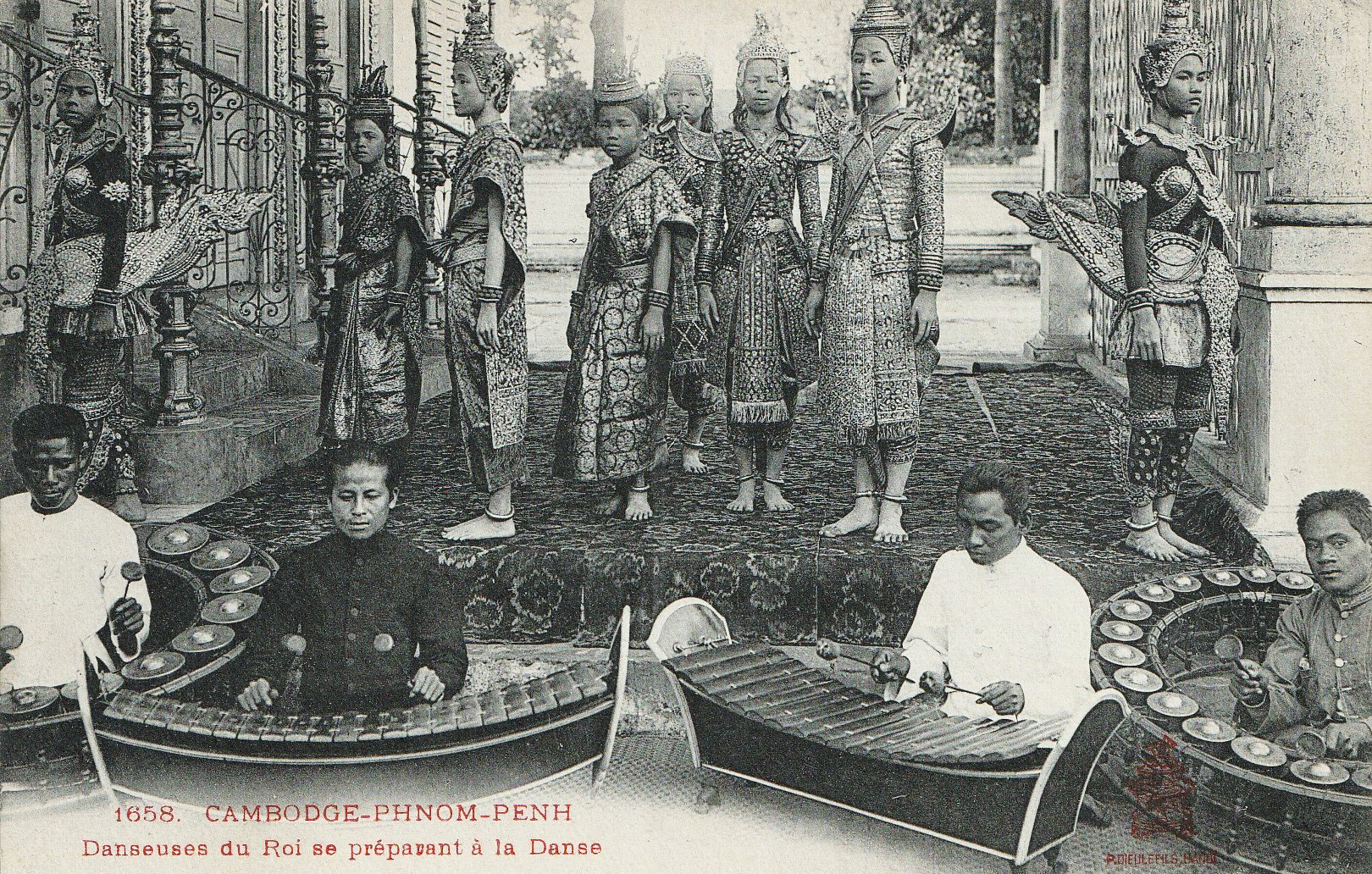
Phnompenh: Královské tanečnice se připravují na tanec

Pierre Marie Alexis Dieulefils, (21. ledna 1862, Malestroit (Morbihan) – 19. listopadu 1937, tamtéž) byl francouzský fotograf a vydavatel francouzských pohlednic, působící ve francouzské Indočíně na konci 19. století.

## Galerie

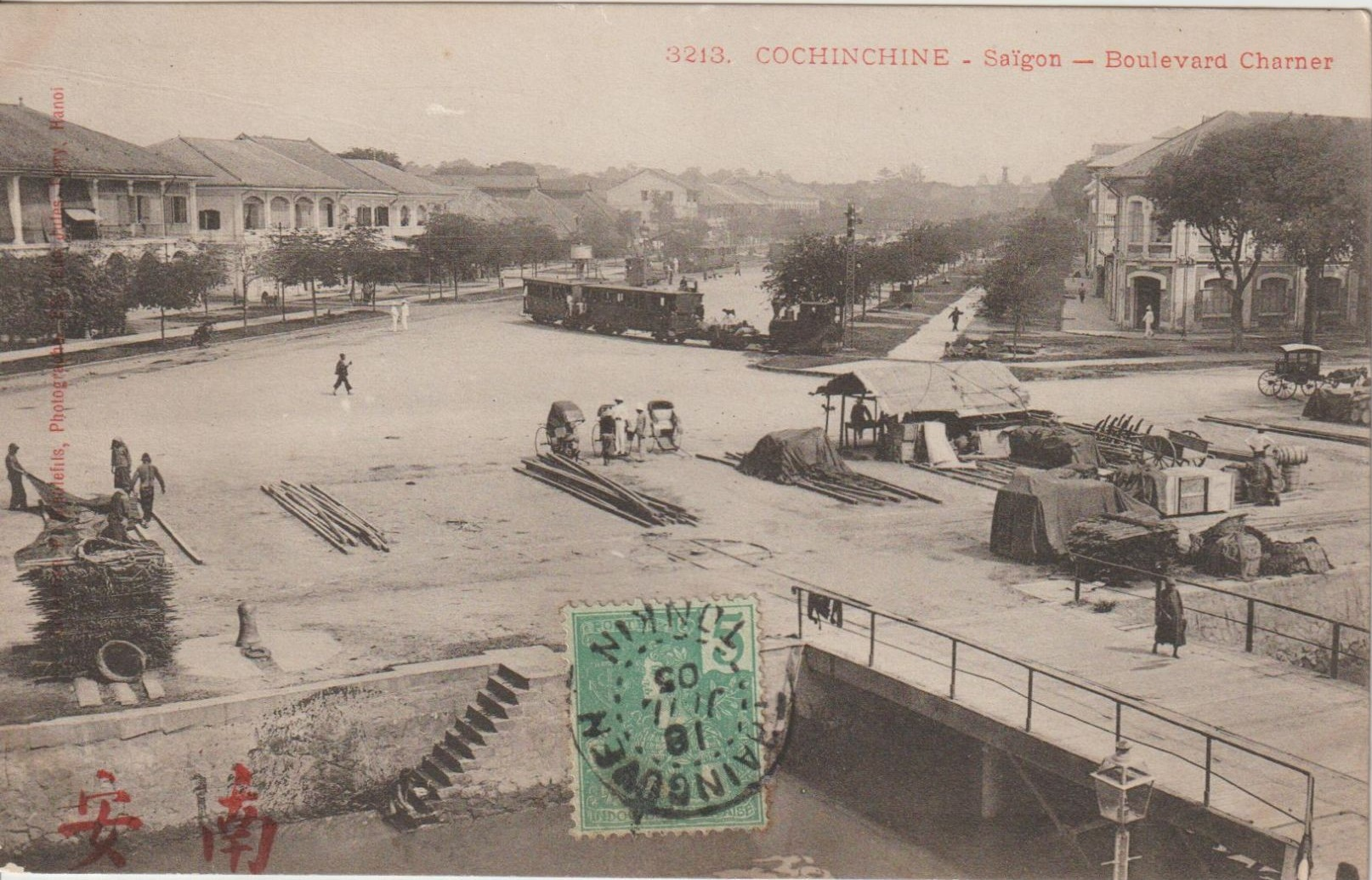
Cochinchine (Vietnam), Saigon, Boulevard Charner, Train Decauville
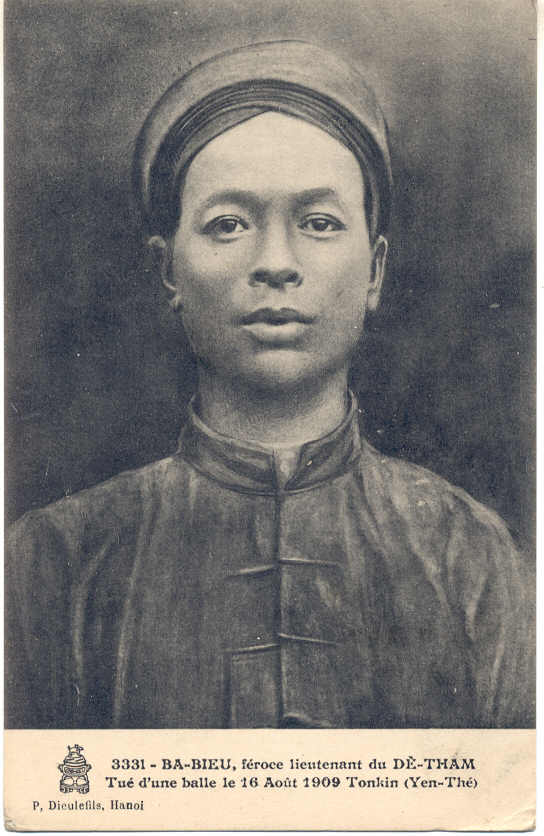
Ba Biêu
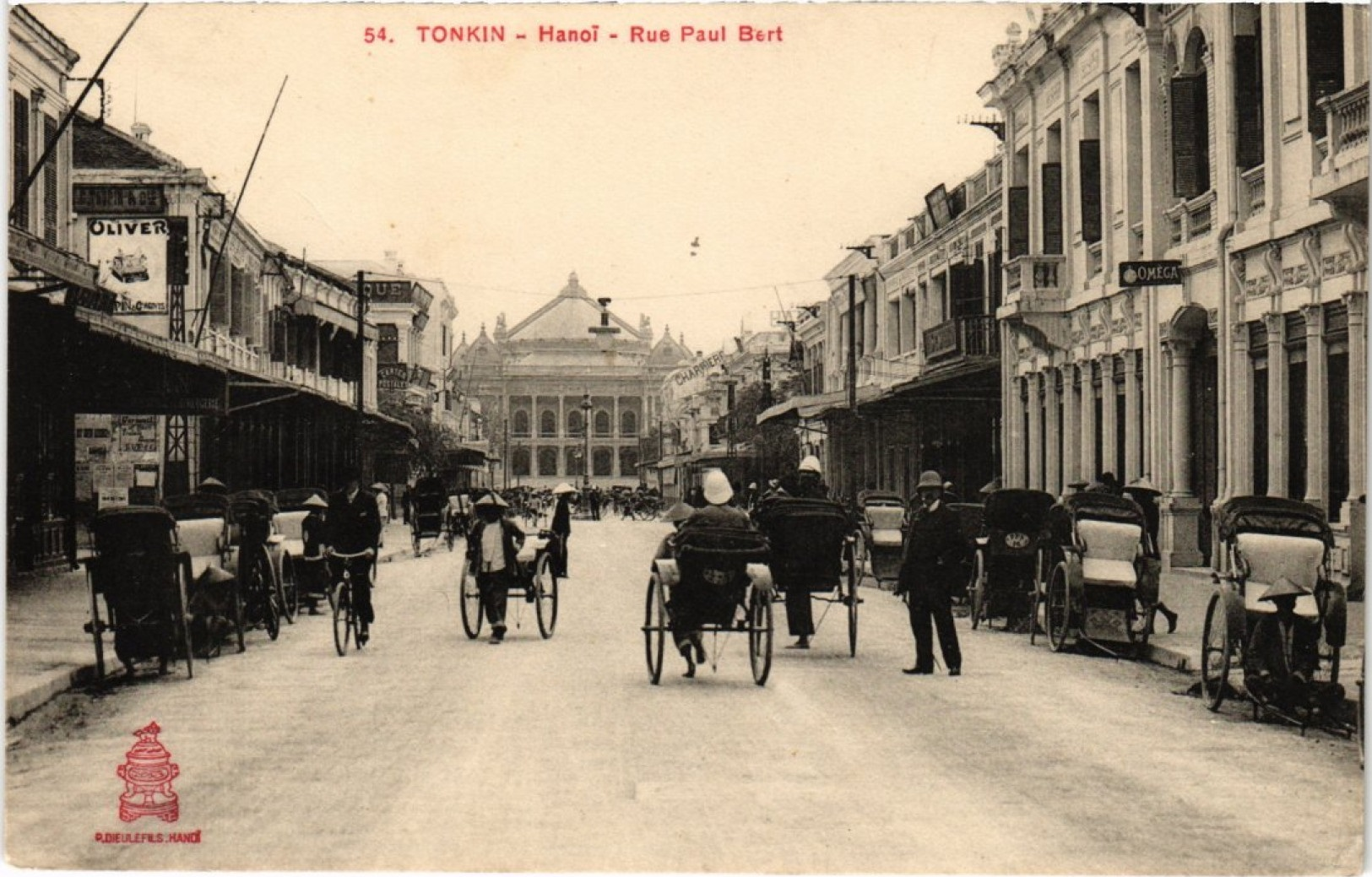
Hanoi rue Paul Bert
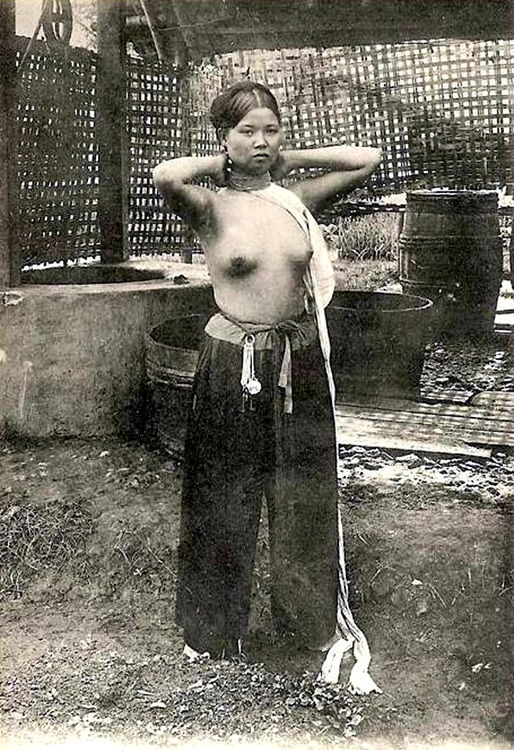
Mladá annamská žena dokončuje svou toaletu
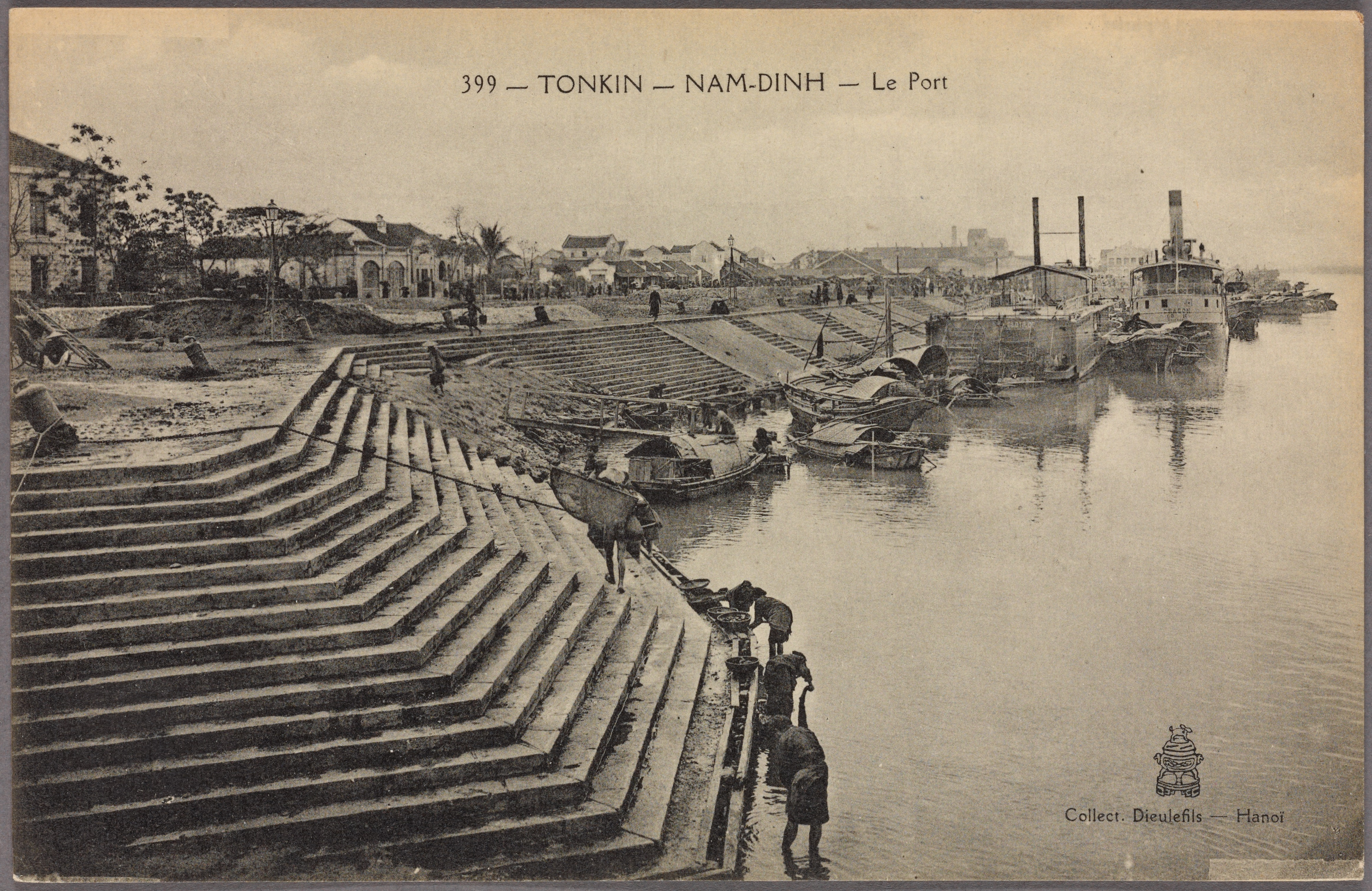
Tonkin, Nam-Dinh, Le Port